# ديفيد وليامز هيغينز
ديفيد وليامز هيغينز هو صحفي كندي، ولد في 30 نوفمبر 1834 في هاليفاكس في كندا، وتوفي في 30 نوفمبر 1917 في فيكتوريا في كندا.